# Expédition arctique du Nautilus

Le Nautilus à quai à Bergen. On voit bien le faux-pont de bois qui surmonte le navire, avec son rail facilitant la progression sous la glace, et l'écoutille carrée située en avant de la tourelle. L'appendice prolongeant la proue est un amortisseur destiné à éventuellement atténuer le choc avec les icebergs.

L' expédition arctique du Nautilus en 1931 est la première réalisée avec un navire submersible par Sir Hubert Wilkins, un scientifique-aventurier australien, qui se lance ainsi dans la course au pôle Nord. Il échoua à 800 km du pôle, mais son expédition fut cependant un succès sur le plan scientifique.

## Contexte et objectifs de l'expédition: la course au pôle Nord
Voir pour une liste détaillée l'article de Wikipédia Liste des expéditions arctiques (en)
Le pôle Nord était à la fin du XIXe siècle-début du XXe siècle un objectif primordial. Plusieurs explorateurs l’avaient approché ou atteint dans les décennies précédentes : en 1875-76, les Britanniques de l'expédition Nares ; en 1893 Fridtjof Nansen dans son navire Fram ; en avril 1909 l’Afro-Américain Matthew Henson, membre de l’expédition de l’amiral Robert Peary ; en mai 1926, Roald Amundsen et Umberto Nobile l’avaient survolé à bord du dirigeable Norge.
Wilkins avait l’intention de parvenir au pôle Nord avec son navire en passant sous la banquise. Il devait retrouver au pôle Nord le dirigeable LZ 127 Graf Zeppelin affrété pour l'occasion par le magnat de la presse William Randolph Hearst, qui avait déjà sponsorisé le LZ 127 Graf Zeppelin pour un tour du monde aérien par les hautes latitudes Nord, en 1929. Hearst voulait publier quotidiennement dans ses journaux un compte-rendu envoyé par TSF depuis le sous-marin, et de plus diffuser le livre que Wilkins écrirait après la réussite de son expédition.
Wilkins, qui avait atteint la célébrité en 1928 (il avait même été anobli par le roi d'Angleterre) après sa précédente traversée dans un petit avion monomoteur, de l'Alaska au Spitzberg. En 1928 Hubert Wilkins avait ainsi atteint en avion le « pôle nord d'inaccessibilité » (voir Liste de points extrêmes du monde). Il cherchait à unir ainsi la recherche scientifique (océanographie, géophysique, météorologie, cartographie et climatologie) à un effet publicitaire qui lui permettrait de réunir des crédits.
Pour financer l'« expédition Nautilus », Lincoln Ellsworth (un riche mécène et explorateur polaire) fit don de 70 000 $, plus un prêt de 20 000 $ ; Hearst acheta 61 000 $ les droits à l'exclusivité pour le futur livre ; l'Institut océanographique de Woods Hole contribua pour 35 000 $ ; et Wilkins ajouta finalement 25 000 $ de ses fonds personnels provenant d'articles et de tournées de conférences.

## LeNautilus

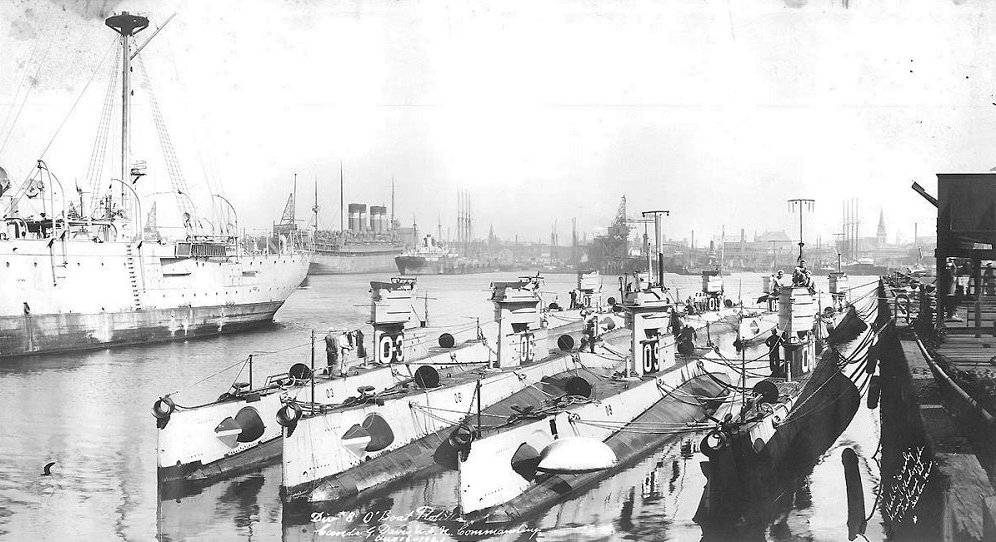
Dans le port militaire de Boston, en 1921, 9 sous-marins classe O (1er groupe) sont amarrés, dans l'attente des résolutions du Traité de Washington de 1922. L’O-12, d'un type presque identique, n'est pas à Boston mais à Philadelphie.

Le Nautilus était bâti à partir d'un sous-marin militaire américain de la classe O, 2e groupe, le USS O-12 (SS-73).
Ce sous-marin lancé en 1917 et mis en service en octobre 1918 (peu de temps avant la fin de la Première Guerre mondiale) avait 175 pieds (53 m) de long, 16 pieds (5,05 m) de large, et était propulsé par deux moteurs Diesel Busch-Sulzer de 2 × 500 ch (alimentés par des réservoirs de fuel de 70 000 l) et deux moteurs électriques Diehl de 2 × 400 ch. Il pouvait plonger à 200 pieds (61 m) de profondeur, et rester en immersion pendant cinq jours avec 20 hommes d’équipage.
Les cinq navires (O-11 à O-16) du deuxième groupe de la classe O avaient connu divers problèmes, essentiellement électriques. Seul l’O-12 se comporta assez bien et c'est sans doute pourquoi il fut choisi pour être confié à Hubert Wilkins. En 1930, il se trouvait depuis 1924 (date de sa mise à la réforme après six ans de station sans problème majeur dans la zone du canal de Panama) au mouillage dans un bassin tranquille du Philadelphia Navy Yard.
L’O-12 fut loué (étant sujet britannique, Wilkins ne pouvait l'acquérir) pour cinq ans, au prix d'un dollar par an, avec deux clauses annexes au contrat : le navire ne pourrait être utilisé qu'à des fins de recherche scientifique, et en fin d’utilisation, il serait soit rendu à l'US Navy, soit coulé sous au moins 1 200 pieds (370 m) d'eau.

Le pôle Nord, but de nombreuses expéditions entre 1850 et 1960.

Wilkins fit adapter à l’O-12 les aménagements suivants : un faux-pont en bois surmonté d'une glissière en acier, qui escamotait le saillant de la tourelle et donnait aux superstructures un galbe lisse et bombé : le Nautilus pourrait ainsi s'insinuer sous la glace et progresser sans exposer les angles vifs de sa coque — ce faux-pont était percé de plusieurs petits hublots (étanches seulement à faible profondeur…) qui renforçaient la ressemblance du navire avec le fameux Nautilus imaginé par Jules Verne dans Vingt mille lieues sous les mers ; deux drilles orientées vers le haut et destinées à forer des tunnels dans la banquise : une de petit calibre, qui permettrait de pomper l'air extérieur, et une de plus gros calibre, pouvant laisser passer des hommes qui pourraient ainsi sortir du navire et prendre pied à la surface de la banquise ; un sas pressurisé, aménagé dans la chambre des torpilles, qui permettrait aux scientifiques embarqués d'être de plain-pied avec la mer, et d'y prélever des échantillons ; une portion du faux-pont munie d'une charnière et d'un ressort, qui, en se levant en oblique, permettrait, comme une perche de trolleybus, de progresser en gardant le contact avec la surface inférieure de la banquise… ; un « éperon » soudé à la proue (en fait, un amortisseur ressemblant à un bout-dehors tronqué), qui permettrait peut-être d'écarter les icebergs et d'éviter le sort du Titanic.
L'équipage de 18 hommes est choisi avec soin ; il comprend des diplômés de l'U.S. Naval Academy et des marins vétérans de la première guerre mondiale.
Le 24 mars 1931, en présence du petit-fils de Jules Verne, le Nautilus est baptisé par la jeune épouse de Wilkins, l'actrice Suzanne Bennett, avec un seau de glaçons : la prohibition empêche qu'on utilise le classique champagne.

## L'expédition
Les essais sont longs, et endeuillés par la mort du magasinier, Willard Grimmer, qui tombe par-dessus bord et se noie dans le port de New York. On abrège les préparatifs, car il est urgent de partir avant la mauvaise saison, et les médias commencent à se lasser, le sujet à la mode qu'est le Nautilus risque d'être délaissé, voire brocardé : on surnomme déjà l'expédition Nautilus le suicide club.
Le 4 juin 1931, le Nautilus quitte le port de New York pour Plymouth, en Angleterre. Mais il tombe vite en travers, ses deux moteurs en panne, dans une violente tempête de l'Atlantique Nord, et le Nautilus, dix jours après son départ, doit envoyer un SOS par TSF. L’USS Wyoming (BB-32), une des gloires de l'US Navy, se trouve heureusement à proximité ; il arrive, prend le sous-marin désemparé en remorque et l'emmène jusqu'à Cobh en Irlande.
Le Nautilus est ensuite remorqué jusqu'à Plymouth et réparé en cale sèche. Le 15 juillet, le prince de Galles (futur Édouard VIII du Royaume-Uni), en chapeau-melon et gants blancs, vient le visiter et saluer Sir Hubert.
Le Nautilus reprend la mer, à destination de la Norvège. La traversée jusqu'à Bergen, atteinte le 27 juillet, est rapide et sans problème. Les scientifiques (en particulier Harald Ulrik Sverdrup, océanographe et météorologue norvégien et Bernhard Villinger (de), médecin, sportif, pionnier du cinéma et chercheur allemand) embarquent alors, avec tout leur matériel. Le commandant de la flotte sous-marine norvégienne vient visiter le Nautilus, et déclare en partant que jamais il n'oserait faire embarquer qui que ce soit sur un pareil navire…

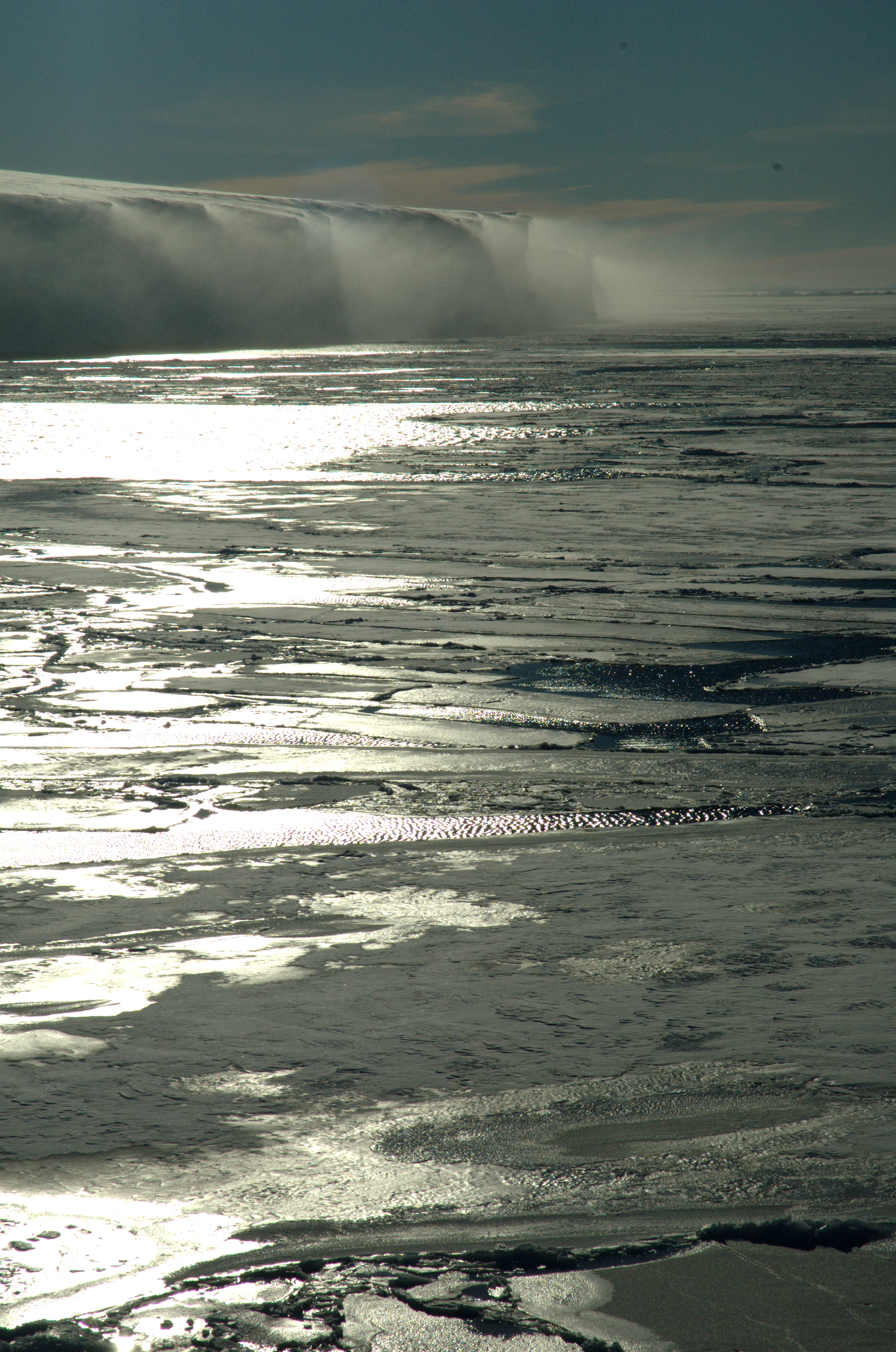
La banquise, sous laquelle le Nautilus s'est glissé fin août 1931.

Quoi qu'il en soit, le Nautilus quitte Bergen le 5 août, déjà très tard pour une expédition arctique. Au large, une tempête endommage le faux-pont de bois. Après une rapide réparation à Tromsø, le Nautilus repart vers le Spitzberg, et remonte vers le nord.
Le froid paralyse presque l'équipage : le Nautilus navigue en surface, et, comme l'habitacle n'est ni chauffé ni isolé, le givre et la glace se déposent partout, l'eau douce gèle dans les canalisations. Par ailleurs, le pack anormalement épais cette année-là ralentit le navire.
Le 28 août, le Nautilus atteint enfin la banquise, sous le 82e parallèle nord (la latitude la plus élevée jamais atteinte alors par un navire en navigation autonome) et on se prépare à plonger : il reste 800 km jusqu'au pôle Nord. Le capitaine fait auparavant équiper Frank Crilley : le scaphandrier « pieds-lourds » va inspecter la coque de l'extérieur. Mais Crilley remonte avec une mauvaise nouvelle : les ailerons du gouvernail de profondeur ont disparu, la plongée est impossible.
Wilkins, qui se demande si un saboteur n’a pas cherché à empêcher la plongée, prévient Hearst par TSF ; le magnat lui répond en substance qu’il ne paiera que si le Nautilus plonge sous la glace.
Le 31 août, le cameraman de l’expédition est déposé sur la banquise, et il filme la plongée du Nautilus : le capitaine Danenhower emplit les ballasts avant pour incliner la proue, met en avant toute, et, grâce à sa forme elliptique, le navire parvient à se glisser sous un floe de 3 pieds (environ 1 m) d'épaisseur, en raclant la glace avec un bruit effrayant pour les passagers. Le Nautilus émerge ensuite : il est devenu le 1er submersible à avoir plongé sous la banquise.
Mais les superstructures du navire (et en particulier l’installation aérienne TSF) ont été fortement détériorées lors du passage en force sous la banquise ; de plus la drille, qu'on a essayée sous la glace, s'est révélée totalement inefficace.
Quand la communication radio est rétablie, plusieurs jours plus tard, grâce aux efforts du radio Ray Meyers, Wilkins appelle à nouveau Hearst. Il lui fait savoir que toute nouvelle tentative de plongée mettrait en danger la vie de l’équipage. Hearst, qui a vu la vague d’inquiétude grandir aux États-Unis et dans le monde entier pendant que le Nautilus ne répondait plus, recommande alors à Wilkins de ne surtout plus tenter aucune manœuvre dangereuse, d’être raisonnable, de reporter sa tentative à plus tard, lorsque de meilleures conditions seraient réunies, et de rentrer sans délai.
Le 6 septembre, le Nautilus met cap au sud. Il rentre à Bergen avec un équipage indemne, et une moisson de prélèvements biologiques et de relevés scientifiques que l'Institut océanographique de Woods Hole se chargera de publier. Mais Hearst considère qu’en ce qui le concerne, l’expédition du Nautilus est un échec : le si médiatique rendez-vous avec le dirigeable LZ 127 Graf Zeppelin au pôle Nord n'a pas eu lieu ; il retire donc son appui financier à Wilkins.
Si le sensationnel scoop journalistique que souhaitait Hearst est raté, les scientifiques de l'expédition Nautilus ont en revanche mené à bien d'importants travaux : entre autres, grâce au raccourcissement de la période d'un pendule, la forme aplatie de la terre aux environs du pôle est pressentie ; les biologistes marins ont prélevé grâce au sas pressurisé des échantillons de vie marine (plancton, méduses, etc.) intéressants ; les mesures de salinité, de densité et de température de l'eau permettront de préciser le rôle primordial du Gulf Stream jusque sous les latitudes les plus hautes.
Et en 1944, les États-Unis mettront à profit les travaux de l'expédition Nautilus quand ils installeront au cercle polaire une chaîne de stations météorologiques.

## Épilogue
Fin juillet 1931, le grand dirigeable LZ 127 Graf Zeppelin a survolé comme prévu le pôle Nord et, faute d'y retrouver le Nautilus, il a échangé en chemin des sacs de courrier avec le brise-glace Malygin, sur lequel se trouvait d'ailleurs Umberto Nobile.
Wilkins est rentré aux États-Unis. Le 30 novembre 1931, le Nautilus, qui a été encore endommagé par une tempête, est remorqué dans le Bufjorden, en face de Bergen (Norvège) et coulé par 1 138 pieds (347 m) de profondeur.
En 1981, l’épave a été retrouvée, et explorée par la suite avec des moyens modernes. La poupe du Nautilus, qui était enfoncée dans la vase, est dégagée grâce à une suceuse, et peut être examinée par un robot-plongeur : il n’y a pas de traces claires de sabotage sur le gouvernail de profondeur. Ses ailerons ont pu se casser lors d’une tempête ou lors de la progression dans le floe…
En 1958, pour la première fois, un navire atteint le pôle Nord : il s’agit de l'USS Nautilus, sous-marin nucléaire américain, qui a traversé l'Arctique en plongée dans le cadre de l'opération Sunshine. Par la suite, en 1959, le sous-marin USS Skate est le premier à faire surface au pôle Nord. Son capitaine organise sur la banquise une cérémonie en mémoire de Sir Hubert Wilkins, et disperse les cendres du savant sur la glace.
Le 17 août 1977, l’Arktika, brise-glace atomique soviétique, est le premier navire de surface à atteindre le pôle Nord.